# ام‌وی یاکیما
ام‌وی یاکیما (به انگلیسی: MV Yakima) یک کشتی است که طول آن ۳۸۲ فوت ۲ اینچ (۱۱۶٫۵ متر) می‌باشد. این کشتی در سال ۱۹۶۷ ساخته شد.